# Rafał Włoczewski

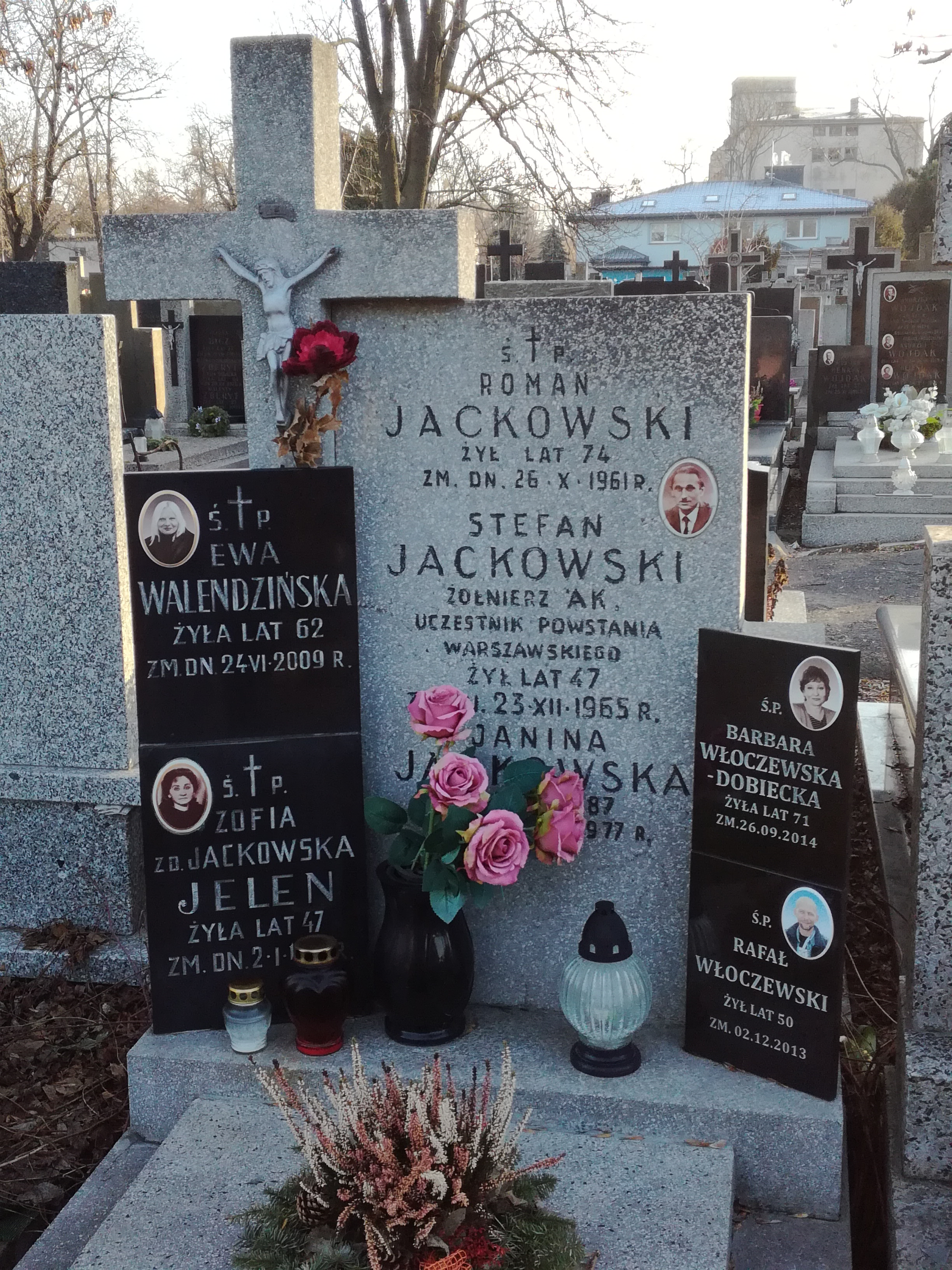
Grób Rafała Włoczewskiego na cmentarzu Wolskim

Rafał Włoczewski Włoczu (ur. 3 maja 1963, zm. 2 grudnia 2013 w Warszawie) – polski muzyk punkrockowy, gitarzysta zespołu T.Love, operator filmowy.

## Życiorys
W latach 1986–1989 był członkiem formacji T.Love z którą nagrał w 1989 r., album Wychowanie. 
W 1993 roku w Nowej Telewizji Warszawa prowadził z Rafałem Olbrychskim program muzyczny U...NTW.
Jako operator był między innymi wieloletnim współpracownikiem telewizji TVN24, z którą związany był od 1 marca 2002 r., oraz programu informacyjnego  „Fakty” w telewizji TVN. Jako operator jeździł między innymi w rejon konfliktów w Afganistanie i Iraku, a także relacjonował przebieg pomarańczowej rewolucji na Ukrainie, na przełomie lat 2004–2005. 
Pochowany na cmentarzu Wolskim w Warszawie.